# Trakai
Trakai je zgodovinsko mesto in jezersko letovišče v Litvi. Leži 28 kilometrov zahodno od Vilne, glavnega mesta Litve. Zaradi bližine Vilne je Trakai priljubljena turistična destinacija. Je upravno središče okrožne občine Trakai. Mesto zajema 497,1 kvadratnega kilometra površine in po ocenah leta 2020 v njem živi 4141 prebivalcev. Značilnost Trakaija je, da so mesto zgradili in ohranili ljudje različnih narodnosti. V preteklosti so tu živele skupnosti Karaimov, Tatarov, Litovcev, Rusov, Judov in Poljakov.

## Ime in etimologija
Ime mesta je bilo prvič zapisano v kronikah iz leta 1337 v nemščini kot Tracken (kasneje tudi Traken) in izhaja iz litovske besede trakai (ednina: trakas, ki pomeni 'jasa'). Iz obdobja poljsko-litovske zveze je bilo mesto v poljščini znano kot Troki. Druga njegova nadomestna imena so Трака́й (Trakáj belorusko), Trok (jidiš) , Troky in Traki.

## Geografija
V regiji je 200 jezer, od katerih je najgloblje Galvė (46,7 m) z 21 otoki. Galvė pokriva površino 3,88 km², jezero Vilkokšnis - 3,37 km², jezero Skaistis - 2,96 km². Na ozemlju regije sta ustanovljena zgodovinski narodni park Trakai in regionalni park Aukštadvaris.
Zgodovinski narodni park Trakai je bil ustanovljen 23. aprila 1991, da bi ohranil Trakai kot središče litovske državnosti in pristno naravo parka. Ozemlje parka obsega 82 km², od tega 34 km² gozdov, 130 km² pa jezera.
Regionalni park Aukštadvaris je bil ustanovljen leta 1992, da bi ohranil dragocene pokrajine v zgornjem toku Verknė in Strėve. Površina parka je 153,5 km², večina pa je pokrita z gozdovi. Tu je 72 jezer, med katerimi je največje Vilkokšnis.
Trakai je mesto, zgrajeno na vodi. Mesto obkrožajo jezera Luka (Bernardinai), Totoriškės, Galvė, Akmena, Gilušis. V Trakaju je vrsta arhitekturnih, kulturnih in zgodovinskih spomenikov. Zgodovinski muzej v gradu je bil ustanovljen leta 1962. Poleti na otoškem gradu potekajo festivali in koncerti.

## Zgodovina

### Začetki
Prva naselja na tem območju so se pojavila že v prvem tisočletju našega štetja. Mesto se je, kot tudi njegova okolica, začelo razvijati v 13. stoletju v kraju Senieji Trakai (Stari Trakai). Po legendi po uspešni lovski zabavi je veliki vojvoda Gediminas nedaleč od Kernavė, takrat prestolnice Velikega vojvodstva Litve, odkril čudovit kraj, obdan z jezerom in se odločil, da bo na tem mestu zgradil grad. Tako so v Senieji Trakai zgradili stari grad Trakai. Ime Trakai je bilo prvič omenjeno v kronikah tevtonskih vitezov leta 1337. Ko se je veliki vojvoda Gediminas končno naselil v Vilni, je Senieja Trakaija podedoval njegov sin Kęstutis. Trakajsko vojvodstvo se je razvilo in mesto je vstopilo v svoja najboljša desetletja.

### Zlata doba
Kęstutis je mesto preselil iz Senieji Trakai na njegovo trenutno lokacijo, ki je včasih znana tudi kot Naujieji Trakai. Nova lokacija je bila kraj intenzivne gradnje: v ožini med jezeroma Galvė in Luko je bil zgrajen nov grad, znan kot grad polotok, in drugi, znan kot Otoški grad, na otoku v jezeru Galvė. Okoli gradov je rasla vas. Okolico Trakaja so pred napadi tevtonskih vitezov zaščitili Senieji Trakai, Strėva, Bražuolė, Daniliškės in druge gradove. Kljub zaščiti so Tevtonski vitezi večkrat zapored uspešno napadli oba lesena gradova.
Mesto je bilo v središču spora med velikim vojvodo Jogailom (kasneje poljskim kraljem) z njegovim stricem Kęstutisom. Leta 1382 sta se Jogajlova in Kęstutisova vojska srečali v bližini Trakaja, vendar je Jogailo prelisičil Kęstutisa in ga zaprl v Krevo. Nekaj tednov kasneje je Kęstutis umrl v ujetništvu in Jogailo je gradove prenesel na svojega brata Skirgaila, ki je postal guverner Litve. Vendar je bila njegova vladavina na kratko prekinjena, ko so leta 1383 mesto zajele Kęstutisov sin Vytautas in tevtonski viteški red. Leta 1392 sta Vytautas in Jogailo podpisala Astravski sporazum, s katerim sta končala prepir. Vytautas je postal veliki knez Litve, Jogailo pa je tehnično ostal njegov nadrejeni. Vytautas si je povrnil tudi očetovo deželo, vključno s Trakajem. Kljub temu da je bil njegov uradni sedež v Vilni, je Vytautas preživel več časa v Trakaju. V začetku 15. stoletja je starejšo leseno trdnjavo zamenjal s kamnitim gradom. Nekatere elemente oblikovanja so si izposodili pri gradovih tevtonskih vitezov, saj je Vytautas nekaj časa preživel s tevtonci, ko je v prejšnjih letih ustanovil zavezništvo proti Jogailu.
Trakai je postal politično in upravno središče vojvodine, včasih imenovano dejanska prestolnica Litve. Končana je bila gradnja opečnih gradov in zgrajena katoliška cerkev. Leta 1409 je mesto dobilo Magdeburške pravice; je eno prvih mest v Litvi, ki je dobilo mestne pravice. Vas se je začela hitro razvijati v mesto. Leta 1413 je postal sedež vojvodstva Trakai in opazno središče uprave in trgovine.

### Nazadovanje in obnova
Potem ko se je Veliko vojvodstvo Litva leta 1569 pridružilo Kraljevini Poljski, da bi oblikovalo Poljsko-litovsko skupnost, so gradovi ostali kraljeva last, vendar je pomen mesta postopoma upadal, bližnja Vilna in politično središče zveze v Krakovu sta bila daleč bolj pomembna. Kljub temu je bil še naprej sedež lokalnega Sejmika. V poljskih virih se je ime mesta začelo imenovati Troki. Leta 1477 je bil grad na jezeru srečanje kralja Kazimirja IV. z beneškimi odposlanci. Po tem je grad postal razkošen zapor za politične zapornike. Sigismund I. Starejši je zaprl člane družine Goštautai, za katere se domneva, da so se zarotili z Michaelom Glinskim. Tam je bila zadržana tudi Helena, vdova kralja Aleksandra, da bi ji preprečili pobeg v Veliko vojvodstvo Moskve. Grad je prenovil kralj Sigismund I. Starejši, ki je tam postavil svojo poletno rezidenco; vendar je po njegovi smrti leta 1548 grad postopoma propadal.
Med vojnami med Rusijo in Poljsko med letoma 1654 in 1667 je bilo mesto oropano in požgano. Po vojni z Ruskim carstvom leta 1655 sta bila oba gradova porušena in razcvet mesta se je končal. Grajske ruševine so ostale zgodovinska znamenitost. Med veliko severno vojno (1700–1721) je bil Trakaj spet oropan, saj sta državo zajeli lakota in kuga.
Po razdelitvah Poljske leta 1795 je območje pripojil Ruski imperij. Po prvi svetovni vojni je območje postalo del obnovljene Republike Poljske. Leta 1929 so poljske oblasti odredile obnovo gradu na otoku Trakai. Dela na Zgornjem gradu so bila leta 1939 skoraj končana, ko se je začela invazija na Poljsko in je območje kmalu pripojila Sovjetska zveza, nato pa nacistična Nemčija med operacijo Barbarossa. Med vojno so nacisti pobili več kot 5000 Judov iz regije Trakai. Leta 1944 so med operacijo Vihar mesto osvobodile skupne sile ilegalne poljske domobranske vojske in sovjetskih partizanov. Po drugi svetovni vojni ga je Sovjetska zveza ponovno priključila in postala del Litve SSR v Sovjetski zvezi; pozneje so številni prebivalci mesta in območja Poljske odšli na okrevana ozemlja Poljske ljudske republike.
Leta 1961 je bila dokončana obnova zgornjega gradu in gradnja visokega stolpa; vendar so se dela ustavila zaradi govora Nikite Hruščova 21. decembra 1960, kjer je prvi sekretar izjavil, da bi bila obnova gradu znak poveličevanja fevdne preteklosti Litve. Dela v spodnjem gradu so nadaljevali šele v 1980-ih, litovske oblasti pa so jih dokončali v začetku 1990-ih. Danes je Otoški grad glavna turistična atrakcija in gosti različne kulturne prireditve, kot so opere in koncerti.

## Skupnost Karaim
Karaimi (ali Karaiti) so majhna turško govoreča verska in etnična skupina, ki jo je veliki vojvoda Vytautas leta 1397 in 1398 preselil v Trakaj iz Krima, po eni od svojih uspešnih vojaških kampanj proti Zlati hordi. Tako krščanska kot karaimska skupnost sta dobili ločeno samoupravo v skladu z magdeburškimi pravicami. Kljub vedno večji polonizaciji je Trakai ostal pomembno središče Karaimskega kulturnega in verskega življenja. Nekateri znani učenjaki so bili aktivni v Trakaju v 16. in 17. stoletju, kot so Isaac Trokijski (ok. 1533 - ok. 1594), Joseph ben Mordechai Malinowski, Zera ben Nathan Trakajski, Salomon ben Aharon Trakajski, Ezra ben Nissan (umrl leta 1666) in Josiah ben Judah (umrl po letu 1658). Nekateri Karaimi so postali bogati in plemeniti. Lokalna skupnost Karaim, ki je bila hrbtenica mestnega gospodarstva, je v času vstaje Hmeljnickega in pobojev leta 1648 močno trpela. Do leta 1680 je v mestu ostalo le 30 družin Karaimov. Njihova tradicija, vključno s tem, da ni sprejemala neofitov, je skupnosti preprečevala, da bi si povrnila moči. V začetku 18. stoletja so vojna, lakota in kuga zmanjšali Karaime na tri družine. Do leta 1765 se je skupnost Karaim povečala na 300. Trakajeva Karaim kenesa je redek primer ohranjene lesene sinagoge z notranjo kupolo. Kibinai, tradicionalno pecivo Karaimov, je postalo lokalna posebnost in se omenja v turističnih vodičih. 

## Demografija
Večina prebivalcev Trakaja (66,5 %) je Litovcev, čeprav ima mesto tudi precejšnjo poljsko manjšino (19 %), pa tudi Ruse (8,87 %).

## Gradova
Gradova sta arhitekturno najpomembnejši obrambni kompleks v Litvi. Ustanovitev mesta v 13. stoletju je sovpadala z ustanovitvijo litovske države. Novoustanovljena država je morala 200 let vzdržati invazije iz krščanske Evrope. Vitezi so se poskušali izogniti območju, grajska ekipa je bila nepremagljiva.

### Polotoški grad
V križarski kroniki je zapisano, da je to novi grad Trakai. Stari leseni grad je zamenjal kamnit.
V višini med dvema jezeroma - Bernardinu in Galves - je stal polotoški grad, ki sta ga od mesta ločevala obzidje in globok jarek. Grad je zaščitilo enajst obrambnih stolpov. Večkrat so ga napadli - ne samo vitezi reda, ampak tudi notranje vojne med litovskimi knezi. Po Tannenberški bitki leta 1410 so se začela dela za obnovo gradu. Vendar po smrti Vytauta Veliegai delo ni bilo končano. V 18. stoletju so sem prišli člani dominikanskega reda, ki so tu zgradili samostan in kapelo. Kasneje je bil dokončno uničen. Restavratorska dela so bila izvedena šele v drugi polovici 19. stoletja.
Danes je grad na polotoku znan po tradicionalnem srednjeveškem prazniku. Življenje v srednjem veku predstavljajo obrtniki in viteški boji.
Stopnice vodijo do gore Auku (žrtvena gora). Legenda pravi, da so tu izvajali poganske obrede in darovali bogovom. V drugi polovici 20. stoletja so odkrili ostanke nikoli dokončane palače iz 15. stoletja.

### Otoški grad
Leta 1414 je flamski vitez Ghillbert de Lanois (Lanua) v svojih potopisih grad opisal tako: grad stoji sredi jezera, topovski strel od starega gradu. Gre za zid, zgrajen po francoski tradiciji. Grad je stal 220 m od obale.
Grad je sestavljen iz dveh glavnih delov:

#### Knežja palača
Na palači so se začela gradbena dela. Na začetku gradbenih del je bil grad požgan. Kasneje je bil obdan z obzidjem, postavljenim na robu otoka. Globok jarek z jezersko vodo je ločeval palačo od zunanjega dvorišča.
Dve ovalni krili palače sta bili povezani s šestnadstropnim bergfridom.
Trdnjava ima kvadratni tloris in je postala glavni poudarek gradu: vhod na dvorišče je v prvem nadstropju, ozek in visok. Edini način, kako priti na dvorišče, je bil skozi dvižni most in železno rešetko. Stražar je imel svoje sobe v drugem nadstropju. Kapela za kraljevo družino je bila zgrajena v petem nadstropju. V šestem nadstropju so vidne strelnice.
Križarji so grad nazadnje napadli leta 1403. Po bitki pri Tannenbergu so se napadi končali.
Palas je običajna, ima tri nadstropja. Dve skoraj simetrični krili sta obdani z leseno teraso. Zid je narejen iz kamnov različnih velikosti in opeke ter ima romanske in gotske poteze. Prostori so opremljeni s tipičnim gotskim obokom, koničasta obokana okna so okrašena z opeko v 15 oblikah, malta je bila zmes apna, peska in gline.

#### Pregradje
To je bila druga faza gradbenih del. Hkrati so bile zgrajene tudi kazemate in stolpi. Predgradje v obliki nepravilnega trapeza je bilo obdano z obzidjem s tremi stolpi na vogalih. V jugozahodnem stolpu je bil postavljen zapor. Spodnji del stolpov je kvadraten, zgornji del okrogel, stolpi štrlijo navzven. Zid na mestni strani je najdebelejši. Meščani so se lahko v napadih zatekli v predgradje. Kazematne sobe so vidne na zahodni strani. Tu je živela grajska posadka, na drugi strani pa so pomožni prostori.

#### Dvor
V osnovnem nadstropju je bil nameščen sistem zračnega ogrevanja. Vroč zrak se je dvignil skozi cev in na ta način so bila opečna tla ogrevana. Vsako krilo v nadstropju ima tri sobe. Knežji bivalni prostori so bili postavljeni v levem krilu drugega nadstropja. Samo dve sobi princa in princese sta bili povezani z vrati.

#### Velika dvorana
Gotski portal, vitraji, stenske poslikave - slikar Smakauskas je leta 1822 popravil drobce, dobro akustiko, tapiserije (od danes). Višina prostorov - 5,5 m, 20 % originalni zid.
Vytautas je bil izobražen, znal je govoriti nemško, latinsko in rusko, razumel pa je tudi tatarščino. Bil je zelo gostoljuben, vendar sam ni pil alkohola.
Freske so prikazovale prinčevo življenje v palači. Znani so evropski državniki, kot npr beneški veleposlanik, magister livonskega reda in križevega reda.
Žena je spremljala moža na njegovih potovanjih, znala je brati in pisati. Njena garderoba je bila zelo obsežna. Tu so igrali šah in prirejali velike praznične pogostitve.
V muzeju je skupno več kot 300.000 eksponatov.
V 19. stoletju so gradova ljudje in čas postopoma uničili. V začetku 20. stoletja so si prizadevali za obnovo. Toda šele od leta 1955 do 1987 sta arhitekta Bronius Kruminis in Stanislovas Mikulionis gradu dala celoten videz od 15. stoletja.

## Pobratena mesta
Trakai je pobraten z:
- Ako, Izrael
- Alanya, Turčija
- Avola, Italija
- Giżycko, Poljska
- Gmina Giżycko, Poljska
- Ivano-Frankivsk, Ukrajina
- Koszalin, Poljska
- Lida, Belorusija
- Lutsk, Ukrajina
- Malbork, Poljska
- Mcheta, Gruzija
- Nowy Sącz, Poljska
- Polotsk, Belorusija
- Qazax]], Azerbaijan
- Rheine, Nemčija
- Schönebeck, Nemčija
- Västra Götaland, Švedska